# Зовнішні відносини Швейцарії
Зовнішні відносини Швейцарії в основному базуються на політиці постійного нейтралітету і приділяють увагу неупередженості в міжнародних проблемах і конфліктах.Зовнішньою політикою країни керує Міністерство закордонних справ Швейцарії. Деякі міжнародні відносини контролює Федеральна адміністрація Швейцарії.

## Історія політики нейтралітету
Визнання Швейцарії незалежною державою було здійснено в 1648 р. Мюнстерським договором у рамках Вестфальського миру. З цієї дати в зовнішній політиці Швейцарії можна побачити сліди нейтралітету. Республіка Гельватія, створена після вторгнення Наполеона, не була нейтральною республікою. Однак завдяки політиці перебудови, проведеній у Швейцарії після поразки Наполеона в 1815 р., була здійснена політика нейтралітету. З Паризькою грамотою 1815 року постійний нейтралітет Швейцарії був прийнятий і іншими державами. З іншого боку, Швейцарія також отримала право мати армію для захисту. Швейцарія стала моделлю, в якій вперше в історії нейтралітет держави визнається в правовій базі, тобто вона набуває статусу постійної партійності.
Протягом 19 століття Швейцарія дотримується політики, яка відповідає її нейтралітету. Наприклад, він роззброїв французьку армію під командуванням генерала Шарля Бурбакі, який знайшов притулок у своїй країні під час франко-прусської війни.
Велике значення для нейтралітету Швейцарії мали Гаазькі конвенції 1907 р., які визначали права та обов'язки нейтральних держав під час війни. Завдяки цій конвенції був прийнятий принцип імунітету нейтральних держав.
Коли почалася Перша світова війна, була мобілізована вся швейцарська армія чисельністю 250 тис. чоловік, а найбільші військові частини розмістилися на кордонах Франції та Німеччини. У 1915 році Швейцарія проінформувала всі воюючі держави поважати їх нейтралітет і уникати можливого порушення нейтралітету. Вторгнення Німеччини до Бельгії та Люксембургу шляхом порушення їх нейтралітету показало, що нейтралітет, який був зроблений в Гаазі, потребує суду з великими санкціями. Швейцарія вийшла з Першої світової війни, зберігаючи нейтралітет.

### Епоха Ліги Націй
Ліга Націй, створена за Версальським договором наприкінці Першої світової війни, мала на меті забезпечити мир і стабільність. Швейцарія попросила МС визнати його неупередженість як умову членства в наданому меморандумі. Це прохання, яке спочатку було неохоче, нарешті було прийнято МС. Відповідно, Швейцарія не братиме участі у військових операціях, не дозволить іноземним солдатам проходити через свою територію або навіть готуватися до військової операції на своїй території. Але йому довелося брати участь в економічних заходах, які МС застосував до країн, що протистоять спільноті. 16 травня 1920 р. під час голосування за членство в MC швейцарці проголосували «за» за членство в MC з 414 830 голосами «за» проти 322 937 голосами «проти».
У 1935 році, коли Ліга Націй почала вводити економічні санкції проти італійського фашистського режиму під час італо-абіссінської війни, це викликало вагання у Швейцарії, яка мала дружні стосунки з Італією. Хоча Швейцарія була змушена брати участь у цих санкціях через своє членство в МС, вона відмовилася брати участь у бойкоті італійських товарів і покаранні торговельних відносин з Італією з метою дотримання принципу нейтралітету. Він заявив, що діятиме разом з Асоціацією лише щодо недопущення експорту та кредитування озброєнь і техніки.
У 1937 році економічні санкції проти Італії були зняті. Почало посилюватися відчуття, що МС не зміг забезпечити достатній захист нейтралітету Швейцарії. Промова члена Федеральної ради Джузеппе Мотти 1 серпня 1937 року, в якій він хотів, щоб Швейцарія негайно повернулася до традиційного нейтралітету, справила вплив на країну. У резолюції Ради Ліги Націй від 14 травня 1938 року «Ліга Націй приймає прохання Швейцарії жодним чином не брати участі у виконанні санкцій, передбачених Пактом, відтепер і не предметом запиту в цьому напрямку відтепер». Колишня позиція Швейцарії щодо нейтралітету була прийнята.

### Епоха ВВВ
У 1939 році, як тільки почалася війна, Федеральна рада Швейцарії призначила генерала Анрі Гізана очолити армію і наказала мобілізувати. На початку війни під командуванням армії перебувало 400 тис. солдатів, 100 тис. з яких на фронті. Ця цифра сягала 850 тис. включно з допоміжними службами, що було вражаючою мобілізацією для чотиримільйонної країни на той час. Однак на самому початку війни вторгнення Німеччини до Польщі та Франції спричинило еміграцію до Швейцарії 50 тис. французько-польських солдатів. Потім, коли Італія вступила у війну на боці Німеччини, Швейцарія опинилася в оточенні держав Осі. Відомо, що спочатку Гітлер мав намір вторгнутися в Швейцарію і обговорював це питання зі своїми експертами. Однак участь США у війні 1941 р. зробила безглуздою окупацію Швейцарії, яка і без того була важким завданням.

### Організація Об'єднаних Націй і епоха холодної війни
Організація Об'єднаних Націй, створена після війни, також була нетерпимою до Ліги Націй щодо нейтралітету. Відповідно, зобов'язання, які мала виконувати держава під егідою ООН, унеможливлювали збереження нейтральної держави. Після війни концепція нейтралітету була дискредитована в міжнародному співтоваристві. Незважаючи на це, Федеральна рада вирішила розширити політику нейтралітету, а не обмежувати її, і встановила двосторонню зовнішню політику. Хоча вона хотіла інтегруватися в частини ООН, які дотримуються нейтралітету, вона не бажала приєднатися до периметра. Федеральна рада намагалася розробити позицію зовнішнього партнера без членства в ООН.
Сформульована в 1951 році Рудольфом Біндшелтером, його іноземним радником, директива пізніше отримала назву доктрини Біндшелтера і була прийнята Федеральною радою як офіційна політика. Відповідно, Швейцарія збереже свій нейтралітет, дотримуючись таких чотирьох принципів:
- не підпише жодних угод про колективну безпеку
- не тягне за собою економічних санкцій проти інших держав
- брати участь в організаціях і конференціях політичного характеру лише в тих випадках, коли це є універсальним
- Постачання товарів і послуг нейтральними державами не може розглядатися як вороже ставлення з боку інших держав.

Доктрина виступала проти членства Швейцарії в ООН і стала офіційною післявоєнною зовнішньою політикою Швейцарії.
Період холодної війни після Другої світової війни та регулярна підтримка урядом органів ООН із соціально-економічними цілями зробили її нейтралітет проблемою для інших держав. Як партнер поза ООН, Швейцарія створила власну унікальну концепцію співпраці. Він став повноправним членом Всесвітньої організації охорони здоров'я в 1947 році, спостерігачем при Економічній і соціальній раді в 1948 році, а також повноправним членом Міжнародного суду ООН.
Наприкінці 1960-х років змінилися обставини змусили Федеральну раду переоцінити ситуацію і вона почала публічно обговорювати це питання. Членство в ООН, винесене на референдум у 1986 році, було в основному відхилено 75,7 % електорату та всіх 26 кантонів, незважаючи на бажання уряду..

### Епоха після холодної війни
Нова ера, що почалася з падінням Берлінської стіни в 1989 році, також привела до зміни зовнішньої політики Швейцарії. Швейцарії стало важче залишатися поза ООН. У 1993 р. була розроблена нова зовнішньополітична концепція. У цій концепції підкреслювалося міжнародне співробітництво та інтеграція, а нейтралітет Швейцарії передбачався обмеженим у певних ситуаціях. Швейцарія розглядала ООН як легітимну силу, і було заявлено, що між державами-агресорами та ООН не може бути нейтралітету. У нинішніх міжнародних умовах санкції за статутом ООН вважалися вище традиційного закону про нейтралітет. Цей новий коментар щодо нейтралітету вітали члени ООН. Однак швейцарський уряд не відразу вдався до всенародного голосування, заявивши, що розглядає приєднання до BÖ як процес. Вона брала участь у всіх економічних санкціях ООН до 2002 року. Після опублікованого в 2000 році звіту про політику безпеки та атак 11 вересня питання про членство в ООН було знову винесено на голосування в березні 2002 року і було прийнято з 54,6 % голосів.

## Відносини Швейцарії з міжнародними організаціями
Швейцарія є членом ООН з 2002 року.
Після 1993 року вона також покращила свої відносини з НАТО. У 2000 році отримав допомогу від НАТО у підготовці Звіту про політику безпеки.
Під час холодної війни вона відігравала важливу роль у Європейській конференції з безпеки та співробітництва (НБСЄ), яка була найважливішим форумом для відносин Схід-Захід, а пізніше в ОБСЄ.
Швейцарія — країна, яка уважно стежить за процесом європейської інтеграції. Він став членом-засновником ЄАВТ у 1959 році. Членство в ЄС (тоді Європейська економічна зона — ЄЕЗ) також було включено в його порядок денний у 1992 році, але коли воно не було прийнято на референдумі, воно більше не намагалося зробити це. Незважаючи на це, він продовжував вести переговори щодо наукових досліджень, повітряного та наземного транспорту та політики адміністративних закупівель і намагався гармонізувати його закони із законодавством ЄС. На референдумі 2005 року вона приєдналася до Шенгенської угоди, яка обмежувала поліцейський і митний контроль на прикордонних воротах.